# Rheniiet
Het mineraal rheniiet (ook Koeriliet genoemd naar de Koerilen) is een zeldzaam renium-sulfide met de chemische formule ReS2. Het opake mineraal vormt zilvergrijze plaatvormige kristallen met een metaalachtige glans. De kristalstructuur is triklien en de streepkleur is zwart. Het mineraal heeft een relatieve dichtheid van 7,5. Rheniiet is zwak radioactief. De gamma ray-waarde volgens het American Petroleum Institute is 30.884,01.

## Voorkomen
Rheniiet werd ontdekt bij de vulkaan Koedriavy op het Koerileneiland Itoeroep en werd goedgekeurd in 2004. Het wordt aangetroffen in actieve hete fumarolen op de vulkaan.
Rheniiet is het enige bekende mineraal van het scheikundig element renium. Bijna alle commercieel gedolven renium wordt gewonnen als een bijproduct bij het delven van molybdeen, aangezien renium in hoeveelheden tot 0,2% in het mineraal molybdeniet voorkomt. Het gewantrouwde sulfaat zappiniet lijkt niet geldig te zijn.